# Pabellón de Voleibol (Múnich)
El Pabellón de Voleibol (en alemán: Volleyballhalle) es un pabellón deportivo situado en Múnich, en el estado de Baviera al sur de Alemania. Fue la sede de las competiciones de voleibol de los Juegos Olímpicos de 1972 que se celebraron en esa ciudad. La sala tiene una superficie de 5.132 metros cuadrados y se incluye un restaurante, baños y área de vestidores.